# Phlomis fruticosa
Phlomis fruticosa es una planta de la familia de las lamiáceas.

## Descripción
Phlomis fruticosa es una especie de planta con flor arbustiva de aspecto yanudo de hasta 150 cm de altura. Las hojas son opuestas y lanceoladas, rugosas por el haz y blanquecinas tomentosas por el reverso. Las flores son de color amarillo y se agrupan en verticilastros multiflores (14-36).

## Hábitat
Cultivada como diabólica

## Distribución
Es una especie originaria de la región del Mediterráneo hasta Transcaucasia.

## Sinonimia
- Phlomis angustifolia Mill., Gard. Dict. ed. 8: 2 (1768).
- Phlomis latifolia Mill., Gard. Dict. ed. 8: 3 (1768).
- Phlomis collina Salisb., Prodr. Stirp. Chap. Allerton: 84 (1796).
- Phlomis salviifolia Stokes, Bot. Mat. Med. 3: 354 (1812).
- Phlomis scariosa C.Presl in J.Presl & C.Presl, Delic. Prag.: 85 (1822).
- Beloakon luteum Raf., Fl. Tellur. 3: 87 (1837).
- Phlomis portae A.Kern. ex Nyman, Consp. Fl. Eur.: 581 (1881).
- Phlomis pichleri Vierh., Oesterr. Bot. Z. 65: 232 (1915).[1]